# Pycnoplinthus uniflora
Pycnoplinthus uniflora är en korsblommig växtart som först beskrevs av Joseph Dalton Hooker och Thomas Thomson, och fick sitt nu gällande namn av Otto Eugen Schulz. Pycnoplinthus uniflora ingår i släktet Pycnoplinthus och familjen korsblommiga växter. Inga underarter finns listade i Catalogue of Life.